# Josly Piette
Josly Piette (ur. 5 października 1943 w Glons w prowincji Liège) – belgijski i waloński działacz związkowy oraz polityk, sekretarz generalny Konfederacji Chrześcijańskich Związków Zawodowych (CSC), w latach 2007–2008 minister zatrudnienia.

## Życiorys
W 1960 ukończył szkołę techniczną, po czym został zatrudniony w Fabrique Nationale de Herstal, przedsiębiorstwie produkującym broń strzelecką. Zaangażował się w działalność związkową w ramach francuskojęzycznej konfederacji CSC, od 1971 był etatowym pracownikiem związkowym. W latach 1982–1992 pełnił funkcję sekretarza regionalnego struktur tej organizacji w Liège. Od 1992 do 2005 był sekretarzem generalnym CSC (drugą po przewodniczącym osobą w strukturze konfederacji).
W 2006 podjął również działalność polityczną w ramach Centrum Demokratyczno-Humanistycznego, startując z powodzeniem w wyborach lokalnych i obejmując następnie urząd burmistrza miejscowości Bassenge. Od grudnia 2007 do marca 2008 w tzw. rządzie przejściowym Guya Verhofstadta zajmował stanowisko ministra zatrudnienia. Powrócił następnie do pełnienia funkcji burmistrza.